# Абдур-Рахман (эмир Афганистана)
Абдур-Рахман (около 1844 — 1 октября 1901) — эмир Афганистана.

## Биография
С юных лет, будучи назначен правителем Таш-Кургана, принимал участие в нескольких походах, предпринимавшихся для подавления восстаний отдельных афганских племён.
После вступления в 1864 году на престол Шир-Али-хана участвовал в составе войск своего отца Афзул-хана и дяди Азим-хана в борьбе с ещё одним своим дядей, могущественным эмиром Шир-Али. Завоевал в 1866 году Кабул, где утвердился его отец.
После смерти отца в 1867 году и изгнания Азим-хана Шир-Али-ханом бежал в Бухару, но не встретил особого сочувствия от бухарского эмира и вернулся в Балх, продолжая войну против Шир-Али. Будучи разбит наголову под Газни, бежал на границу Индии, но затем, не доверяя англичанам, вскоре через Персию прибыл в Мешхед, оттуда в Хиву и далее, через Бухару, явился в Самарканд к генералу Абрамову. В автобиографии он с особым удовольствием вспоминает время, проведённое у русских (с 1870 по 1880 годы), оттеняя встреченную им сердечность со стороны русских властей.

### Вступление на престол
В 1878 году началась 2-я англо-афганская война. Живя в изгнании в Самарканде, Абдур-Рахман внимательно следил за всеми перипетиями этой войны, поджидая удобного случая для того, чтобы заявить свои права на престол. Якуб-хан был свергнут британо-индийским правительством и отправлен в Индию. Страна, не имевшая эмира, занятая иностранными войсками, раздираемая междоусобицами, стала погружаться в анархию. С другой стороны, положение англо-индийских войск было тяжёлым — началась народная партизанская война против них, угрожавшая затянуть войну на продолжительное время. В такой обстановке Абдур-Рахман решил снова попытать счастья в борьбе за престол.
Весной 1880 года Абдур-Рахман покидает Самарканд и появляется в Афганском Туркестане, где в течение нескольких недель собирает вокруг себя значительное количество сторонников. Весть о его возвращении в Афганистан быстро облетает страну и во многих местах принимается населением с нескрываемой радостью. В таких обстоятельствах англичане решают использовать появление Абдур-Рахмана с целью выйти из затруднительного положения, в котором они оказались. По распоряжению вице-короля Индии, навстречу Абдур-Рахману, для переговоров с ним, посылается дипломатический чиновник Лепель Гриффин. При этом, пользуясь обособленностью западных областей Афганистана и нахождением в Герате сердаря Эюб-хана, брата и сторонника низложенного Якуб-хана, враждебного Абдур-Рахману, англичане предлагают последнему в управлении лишь Восточный Афганистан, предполагая образовать из Гератской и Кандагарской областей особое ханство. Этим расчленением страны на 2 самостоятельные части, англичане надеялись ослабить Афганистан. Однако Абдур-Рахман не пошёл на эти условия: он заявил, что должен управлять страной в тех же границах, в которых она была оставлена его дедом Дост Мухаммедом. Англичане, видя его упорство и возраставшую популярность в стране и опасаясь волнений среди афганцев, после продолжительных переговоров уступили, и Абдур-Рахман, избранный в мае 1880 года на Кабульском дурбаре (собрание афганских старшин) эмиром Афганистана, был признан в этом звании англичанами.
22 июля 1880 года князья Восточного и Среднего Афганистана провозгласили Абдур-Рахмана эмиром.
После прихода к власти Абдур-Рахмана, англичане приступили к выводу войск из Афганистана. Армейское командование намеревалось разрушить укрепления вокруг Кабула, построенные англичанами в начале 1880 года, но Абдур-Рахман просил этого не делать, а индийское правительство пошло ему навстречу в этом вопросе. 11 августа 1880 генерал Дональд Стюарт встретился с Абдур-Рахманом и официально передал ему все укрепления вокруг Кабула. На следующий день Адбур-Рахман торжественно вступил в Кабул, а британская армия, сведённая в дивизию под командованием генерала Хиллса, отправилась в Пешавар. Афганистан покинуло 23 000 британских военнослужащих.

### Правление
Вскоре по вступлении на престол и после эвакуации англо-индийских войск Абдур-Рахману пришлось выдержать борьбу с Аюб-ханом Гератским, причём первоначально победа была на стороне последнего. Но в сентябре 1881 года Эюб-хан был, наконец, разбит и бежал в Герат, но так как эта крепость оказалась уже занятой Абдур-Рахманом, убежал в Иран, а затем — в Индию. Подчинив своей власти Герат и Кандагар, Абдур-Рахман возвратился в Кабул, энергично принявшись за укрепление своей власти.
Вожди, которые представлялись опасными, были усмирены, изгнаны из страны или назначены на такие должности, где они были под постоянным надзором эмира. По отношению к упорствующим были приняты весьма решительные меры. С 1883 года Абдур-Рахман стал получать от англо-индийского правительства годовую субсидию в размере 1200 тысяч рупий (впоследствии увеличена до 1800 тысяч) с определённым назначением на оборонительные меры на северо-западе границы.
Несколько раз Абдур-Рахману пришлось усмирять восстания различных афганских племён. Так в 1886 году восстали гильзайские племена, но, плохо вооружённые и недисциплинированные, были скоро усмирены. Восстание повторилось в 1887 году, но с ещё меньшим успехом.
В 1888 году Абдур-Рахману пришлось иметь дело с возмущением, доставившим наибольшее испытание его власти. Его двоюродный брат Мухаммед-Исхак-хан, управляющий полунезависимо Афганским Туркестаном, объявив себя эмиром, поднял восстание. Абдур-Рахман в это время был болен. Узнав о восстании, он отправил против Исхак-хана отряд из 13 батальонов пехоты, 4 полка кавалерии и 26 орудий под общим началом Гулям-Хайдар-хана. Войска двинулись через Бамиан; одновременно приказано было двигаться против мятежников правителю Катагана и Бадахшана. 23 сентября эти отряды соединились, а 29 сентября произошёл упорный, кровопролитный бой в долине Газни-гак, в 3 милях к югу от Таш-Кургана. Численность войск Исхак-хана простиралась до 24 тысяч человек. Бой продолжался с раннего утра до поздней ночи. Сначала все шансы были на стороне противника: на левом фланге колонна правителя Катагана была отрезана от главных сил и потерпела жестокое поражение. Многие из солдат Абдур-Рахмана начали перебегать к Исхак-хану. Но последний, не принимавший личного участия в сражении, видя бегущих к нему солдат эмира, вообразил, что войска его разбиты, и обратился в бегство, что вызвало панику в его отряде и дало возможность Гулям-Хайдару одержать победу.
В 1890—1892 годах Абдур-Рахману вновь пришлось иметь дело с серьёзными восстаниями хазарейцев, населяющих горную часть Афганистана между Кабулом, Газни, Келати-Гильзаем и Гератом. Лишь после упорной горной войны, продолжавшейся более 2 лет, эмиру удалось подчинить их своей власти.
В 1893 году Абдур-Рахман заключил с Англией новый договор относительно разграничения сферы влияния в некоторых пограничных областях. Согласно этому договору, в состав Афганистана был включён Кафиристан. Жители этой страны не пожелали терять свою самостоятельность, что побудило эмира заставить их подчиниться вооружённой силой. Войска эмира вторглись в Кафиристан в конце 1895 года 4 колоннами с разных сторон, и в течение 40 дней страна была занята.
С русскими у Абдур-Рахман было два столкновения. Первый, известный бой в 1885 году при Таш-Кепри или Кушке, когда эмир находился в Индии, куда ездил для свидания с вице-королём. Второе — в 1892 году на Намирах.

## Оценка деятельности
Абдур-Рахмана следует отнести к числу наиболее талантливых правителей Афганистана. Обладая недюжинным умом и неутомимой энергией, он много сделал для своей страны как её устроитель и как военачальник. Упорными усилиями и подчас мерами жестокости, ему удалось достигнуть объединения и успокоения страны, создать сносный административный строй и улучшить финансовое положение. Организовал афганские войска наподобие регулярных, устроил мастерские для выделки оружия и боевых припасов и других предметов снаряжения, усилил оборонительные средства на границе, провёл стратегические дороги и проч. Как искусный политик, сознавая всю трудность положения Афганистана между двумя сильнейшими империями — Российской и Британской, сумел создать сравнительно независимое положение для страны. Много обязанный России, где в трудный период жизни пользовался широким гостеприимством и связанный с англичанами, от которых получал пособие, Абдур-Рахман с одинаковым недоверием относился к обоим соседям, хотя, судя по записям его, симпатии его лежали на стороне России.
Абдур-Рахман держался своеобразного взгляда на доступ в Афганистан иностранцев и на разрешение им предприятий. Он всеми мерами препятствовал въезду чужеземцев и категорически отклонял всякие попытки получить какие бы то ни было концессии, считая свою страну слишком мало развитой, чтобы устоять против влияния иностранцев. Этого правила держался и его преемник.
Абдур-Рахман в 1900 году написал автобиографию на персидском языке, переведённую на английский и русский языки, очень ценную для истории Афганистана, хотя полную самовосхваления.
Умер в 1901 году. Ему наследовал его сын Хабибулла-хан.